# William Lattimore
William Lattimore (* 9. Februar 1774 in Norfolk, Colony of Virginia; † 3. April 1843 in Natchez, Mississippi) war ein US-amerikanischer Politiker. Zwischen 1803 und 1807 sowie zwischen 1813 und 1817 vertrat er das Mississippi-Territorium als Delegierter im US-Repräsentantenhaus.

## Werdegang
William Lattimore besuchte die öffentlichen Schulen seiner Heimat und studierte anschließend Medizin. Danach zog er nach Natchez im späteren Mississippi-Territorium, wo er als Arzt arbeitete. Lattimore gehörte zwar keiner politischen Partei an, nahm aber trotzdem aktiven Anteil am Aufbau einer funktionsfähigen Regierung im neu geschaffenen Territorium.
1802 wurde er als Delegierter in das US-Repräsentantenhaus gewählt, wo er am 4. März 1803 auf Thomas Green folgte. Nach einer Wiederwahl im Jahr 1804 konnte er sein Mandat im Kongress bis zum 3. März 1807 ausüben, ehe er von George Poindexter abgelöst wurde. In den Jahren 1812 und 1814 wurde er erneut in den Kongress gewählt. Dort konnte er zwischen dem 4. März 1813 und dem 3. März 1817 zwei weitere Legislaturperioden absolvieren. Damit war er auch der letzte Delegierte aus seinem Territorium. Nach der Gründung des Bundesstaates Mississippi entsandte der neue Staat reguläre Kongressabgeordnete.
Im Jahr 1817 war Lattimore Delegierter auf der verfassungsgebenden Versammlung von Mississippi. Danach wurde er medizinischer Gutachter (Censor of the Medical Profession) von Mississippi sowie Mitglied einer Kommission, die die neue Hauptstadt des Staates bestimmen sollte.